# Éric Delaunay
Éric Delaunay, né le 4 décembre 1987 à Saint-Lô et licencié au Ball-Trap Club de Bréville-sur-Mer, est un sportif français pratiquant le tir dans la discipline du skeet olympique. En 2011, il devient champion d'Europe à Belgrade. En 2018, il devient champion par équipe en skeet avec  Emmanuel Petit et Anthony Terras. À ce jour[Quand ?], c'est le seul Francais à avoir gagné trois quotas olympiques en trois Olympiades consécutives. Il a terminé septième des JO de Rio en 2016 et 5e des Jeux olympiques de Tokyo en 2021.
Ses parents sont armuriers à Saint-Lô, où ils tiennent également un stand de tir.

## Palmarès

### Championnats du monde par équipes
- 3e en 2010 (Munich) et 2014 (Grenade)
- Double champion du monde par équipe (2015, 2018)

### Championnats d'Europe
- Champion d'Europe en 2011 (Belgrade);
- 3e des championnats d'Europe par équipes en 2010 (Kazan) et 2011 (Belgrade);
- 2e championnats d'Europe à Lonato 2019
- Champion d'Europe en 2024 en mixte avec Lucie Anastassiou (Lonato)[1];

### Coupe du monde
- 5e en 2011 (Maribor)
- 2e en 2019 (Lahti)

### Championnats du monde juniors
- 4e en 2006

### Championnats d'Europe juniors
- 4e en 2005

### Championnats de France
- Vice-champion en 2010
- 8 fois champion de France (2018-2016-2012-2011-2009-2007-2006-2005)
- 4 fois champion de France par équipe avec le BTC Bréville-sur-Mer

### Jeux olympiques
- 7e à Rio 2016
- 5e à Tokyo 2021